# ジョシアス・カルドソ
ジョシアス カルドソ（Josias Cardoso、1987年1月8日 - ）は、ブラジル、実業家、 小説家。

## 略歴
に生まれる サンタカタリーナ州 、ブラジルに生まれ、イタリア人と日本人の家族の一員です。まだ非常に若く、文学やコミュニケーションにおいて珍しい才能や芸術的な職業を示しています。作品の作者：写真の宇宙は +10,000冊 2014 、写真の歴史は +5000冊 2015   、シノプシスの心臓不透明度は Allika National Publishing House が出版しています 2016 。

## 主要な作品
- 写真撮影の宇宙 (Universo da Fotografia、2014年 +10,000冊 )
- 写真の歴史 (História da Fotografia、2015年 +5,000冊 )
- あらすじレイジングハート (Sinopses Coração Indomável、2016年 )